# Le Mont-Dieu
Le Mont-Dieu est une ancienne commune française, située dans le département des Ardennes en région Grand Est. Témoignant d'une importante baisse démographique, 
elle fusionne le 1er janvier 2025 avec sa commune voisine Tannay pour former la commune nouvelle de Tannay-le-Mont-Dieu. Ses habitants sont appelés les Montagnards Divins.

## Géographie
Le Mont-Dieu se trouve à 20 km environ au sud de Sedan (canton de Raucourt-et Flaba), et à 6 km au sud de Chémery-sur-Bar, sur la route de Tannay. Son point culminant est précisément le Mont-Dieu (250 mètres d'altitude).
La commune du Mont-Dieu était la moins peuplée des communes du département des Ardennes, aussi bien en nombre d'habitants (11 personnes seulement en 2022), qu'en termes de densité de population (0,64 hab/km2).

### Localisation
| Vendresse | La Neuville-à-Maire | Artaise-le-Vivier    |
| Sauville  | Mont-Dieu           | Stonne               |
| Tannay    | Sy                  | Les Grandes-Armoises |

### Hydrographie
La commune est dans le bassin versant de la Meuse au sein du bassin Rhin-Meuse. Elle est drainée par la Bar, le ruisseau des Armoises, le ruisseau de la Forge, le ruisseau du Pre de la Noue et la Fosse de l'Arene,.
La Bar, d'une longueur de 62 km, prend sa source dans la commune de Harricourt et se jette  dans la Meuse à Dom-le-Mesnil, après avoir traversé 20 communes.
Le ruisseau des Armoises, d'une longueur de 10 km, prend sa source dans la commune de Stonne et se jette  dans la Bar à Tannay, après avoir traversé six communes.

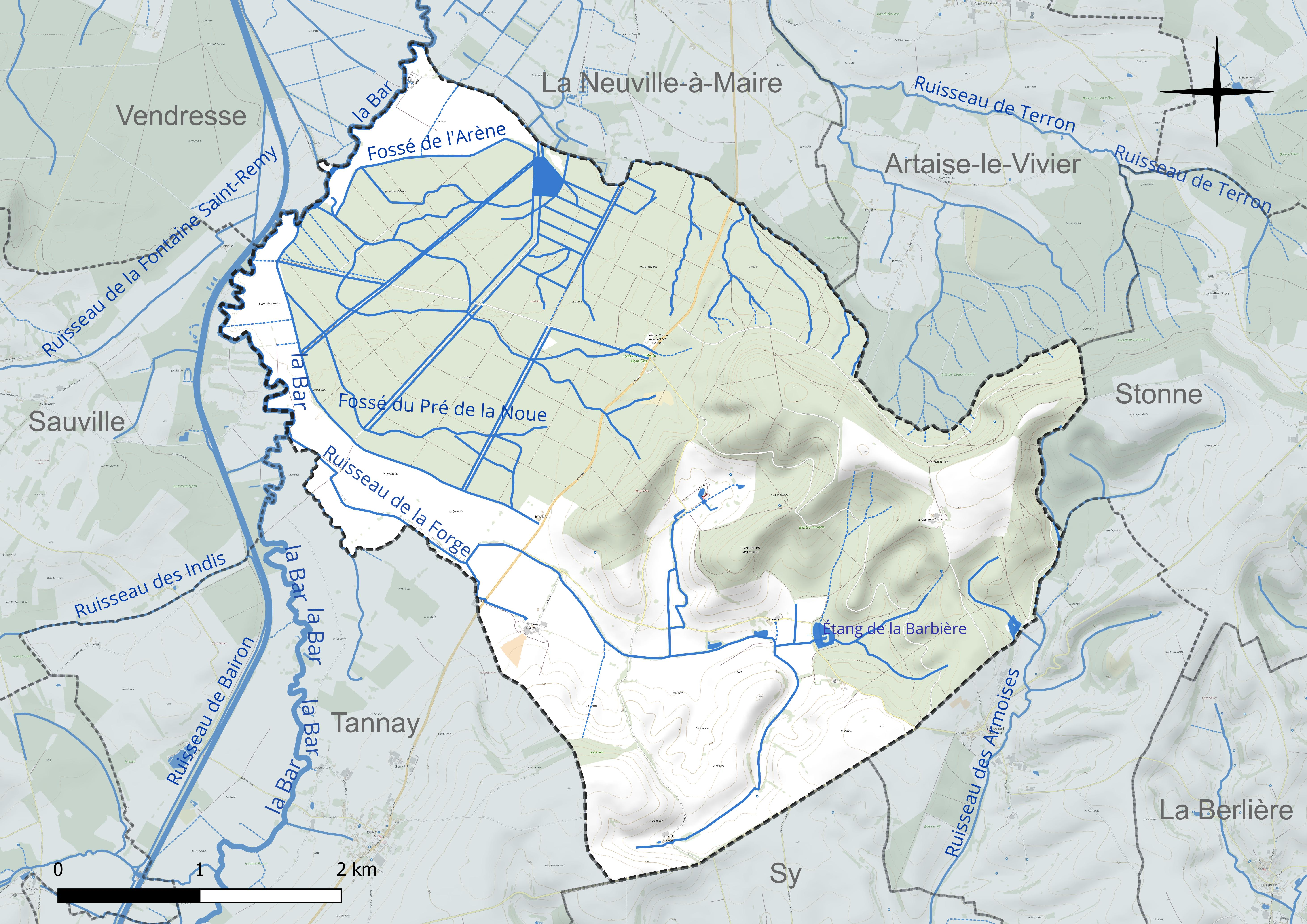
Réseau hydrographique du Mont-Dieu.

Deux plans d'eau complètent le réseau hydrographique : l'étang Croisette (0,8 ha) et l'étang de la Barbière (1,8 ha),.

### Climat
Pour des articles plus généraux, voir Climat du Grand Est et Climat des Ardennes.
En 2010, le climat de la commune est de type climat de montagne, selon une étude du Centre national de la recherche scientifique s'appuyant sur une série de données couvrant la période 1971-2000. En 2020, Météo-France publie une typologie des climats de la France métropolitaine dans laquelle la commune est exposée à un climat océanique altéré et est dans la région climatique Lorraine, plateau de Langres, Morvan, caractérisée par un hiver rude (1,5 °C), des vents modérés et des brouillards fréquents en automne et hiver.
Pour la période 1971-2000, la température annuelle moyenne est de 9,9 °C, avec une amplitude thermique annuelle de 16,1 °C. Le cumul annuel moyen de précipitations est de 967 mm, avec 14,1 jours de précipitations en janvier et 9,7 jours en juillet. Pour la période 1991-2020, la température moyenne annuelle observée sur la station météorologique de Météo-France la plus proche, « Buzancy_sapc », sur la commune de Buzancy à 13 km à vol d'oiseau, est de 10,9 °C et le cumul annuel moyen de précipitations est de 862,0 mm. 
La température maximale relevée sur cette station est de 40,7 °C, atteinte le 25 juillet 2019 ; la température minimale est de −15,8 °C, atteinte le 20 décembre 2009,,.
Les paramètres climatiques de la commune ont été estimés pour le milieu du siècle (2041-2070) selon différents scénarios d'émission de gaz à effet de serre à partir des nouvelles projections climatiques de référence DRIAS-2020. Ils sont consultables sur un site dédié publié par Météo-France en novembre 2022.

## Urbanisme

### Typologie
Au 1er janvier 2024, Le Mont-Dieu est catégorisée commune rurale à habitat très dispersé, selon la nouvelle grille communale de densité à 7 niveaux définie par l'Insee en 2022.
Elle est située hors unité urbaine et hors attraction des villes,.

### Occupation des sols
L'occupation des sols de la commune, telle qu'elle ressort de la base de données européenne d’occupation biophysique des sols Corine Land Cover (CLC), est marquée par l'importance des forêts et milieux semi-naturels (61,2 % en 2018), une proportion sensiblement équivalente à celle de 1990 (61,4 %). La répartition détaillée en 2018 est la suivante : 
forêts (59 %), prairies (27,9 %), terres arables (10,8 %), milieux à végétation arbustive et/ou herbacée (2,2 %), zones agricoles hétérogènes (0,1 %). L'évolution de l’occupation des sols de la commune et de ses infrastructures peut être observée sur les différentes représentations cartographiques du territoire : la carte de Cassini (XVIIIe siècle), la carte d'état-major (1820-1866) et les cartes ou photos aériennes de l'IGN pour la période actuelle (1950 à aujourd'hui).

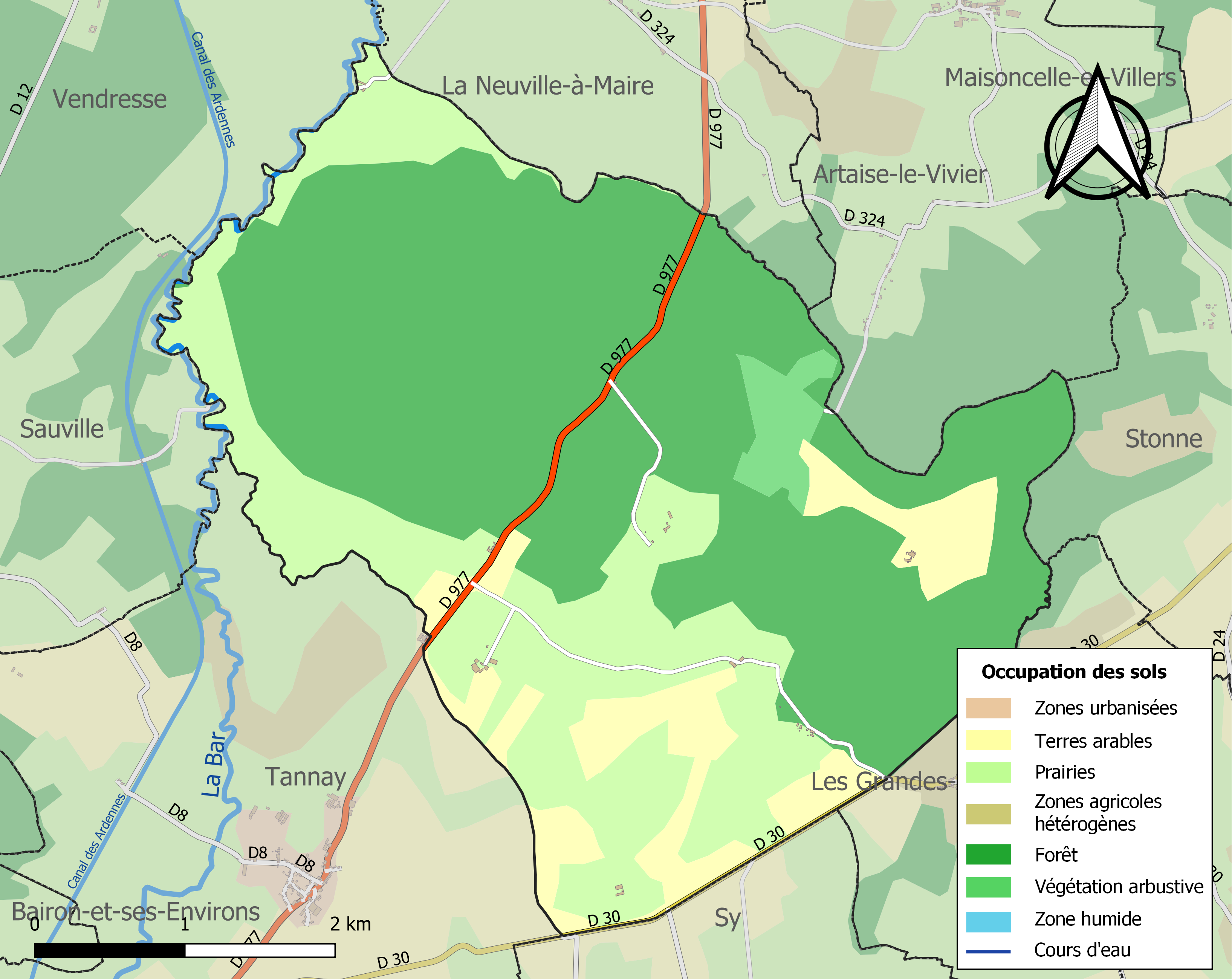
Carte des infrastructures et de l'occupation des sols de la commune en 2018 (CLC).

### Lieux-dits, hameaux et écarts
Cette commune, dépourvue de bourg est composée d'écarts :
- la Correrie 49° 32′ 19″ N, 4° 52′ 23″ E,
- la Forge 49° 32′ 08″ N, 4° 51′ 27″ E,
- la Grange-au-Mont  49° 32′ 42″ N, 4° 53′ 15″ E
- la Maison-à-Bar  49° 34′ 26″ N, 4° 50′ 17″ E,
- le Mont-Dieu  49° 32′ 49″ N, 4° 51′ 54″ E,
- le Moulineau  49° 32′ 19″ N, 4° 50′ 53″ E,
- Nocière 49° 31′ 29″ N, 4° 51′ 40″ E,
- la Tuilerie 49° 32′ 44″ N, 4° 50′ 56″ E

## Toponymie
La commune doit son nom au monastère de Chartreux fondé dans la forêt d'Ardenne en 1132.

## Histoire
L'histoire du lieu se confond avec celle de la chartreuse Notre-Dame, fondée en 1132 par Odon, abbé de Saint-Rémi de Reims. Le monastère est reconstruit au XVIIe siècle. Vendu à la Révolution, il est utilisé comme prison, puis comme filature, tandis que les bâtiments sont progressivement détruits (église, cloîtres, maisons individuelles des chartreux). La population ne cesse de chuter depuis lors.
En mai 1940, quatre cents hommes du 1er régiment de hussards stoppent pendant 3 jours l'avancée de 5 bataillons allemands. Un monument commémore ce combat.

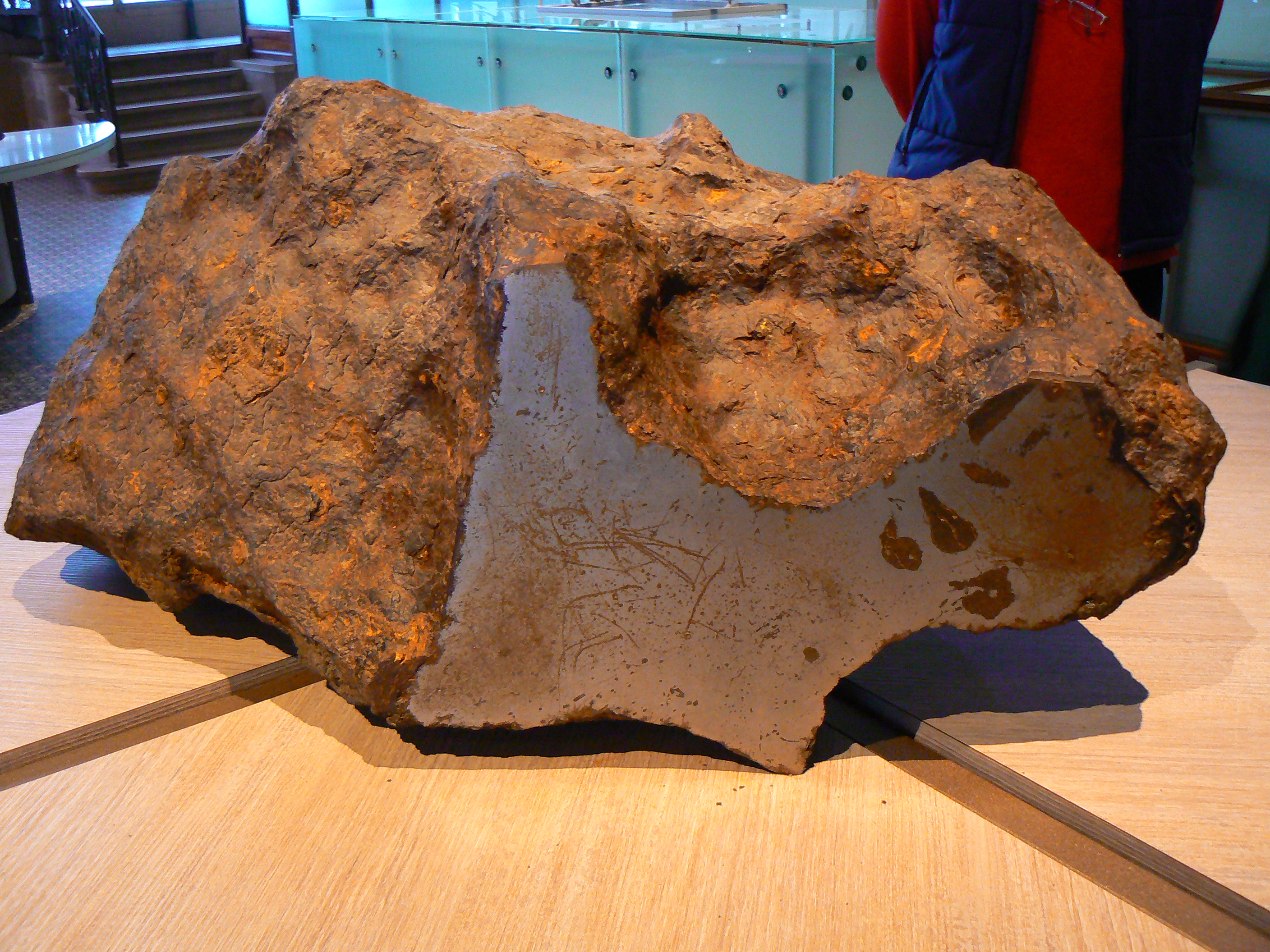
Météorite du Mont-Dieu.

En 2010, Jean-Luc Billard, un orpailleur ardennais, a découvert dans la forêt domaniale de la commune, un morceau de  météorite, dite météorite du Mont-Dieu, troisième plus grosse météorite jamais découverte en France, avec une masse retrouvée de 435 kg et une masse totale de chute estimée à 1,1 t. C'est une météorite ferreuse de type sidérite octaédrite (à base de fer et faible teneur en nickel, riche en sulfure), classée IIE et qui serait tombée à la fin du XIXe siècle ou au tout début du XXe siècle.

## Politique et administration
| Période                                  | Période       | Identité        | Étiquette | Qualité |
| ---------------------------------------- | ------------- | --------------- | --------- | --- |
| 1802                                     | 1833          | Michel Delorme  |           | Propriétaire à la Corrérie, né aux Grandes Armoises en 1751, décédé à Bairon-le Mont-Dieu, le 20 août 1835. |
| Les données manquantes sont à compléter. |               |                 |           | |
| 1983                                     | 2005          | André Faucheron |           | |
| 2005 Réélue pour le mandat 2020-2026     | décembre 2024 | Anne Fraipont,  | DVD       | Conseillère départementale du canton de Vouziers (2015 → )                                                  |

## Démographie
L'évolution du nombre d'habitants est connue à travers les recensements de la population effectués dans la commune depuis 1793. Pour les communes de moins de 10 000 habitants, une enquête de recensement portant sur toute la population est réalisée tous les cinq ans, les populations de référence des années intermédiaires étant quant à elles estimées par interpolation ou extrapolation. Pour la commune, le premier recensement exhaustif entrant dans le cadre du nouveau dispositif a été réalisé en 2006.

En 2022, la commune comptait 11 habitants, en évolution de −31,25 % par rapport à 2016 (Ardennes : −2,97 %, France hors Mayotte : +2,11 %).
| 1793 | 1800 | 1806 | 1821 | 1831 | 1836 | 1841 | 1846 | 1851 |
| ---- | ---- | ---- | ---- | ---- | ---- | ---- | ---- | ---- |
| 216  | 150  | 175  | 152  | 63   | 73   | 65   | 64   | 57   |

| 1866 | 1872 | 1876 | 1881 | 1886 | 1891 | 1896 | 1901 | 1906 |
| ---- | ---- | ---- | ---- | ---- | ---- | ---- | ---- | ---- |
| 66   | 57   | 51   | 48   | 55   | 53   | 39   | 46   | 60   |

| 1911 | 1921 | 1926 | 1931 | 1936 | 1946 | 1954 | 1962 | 1968 |
| ---- | ---- | ---- | ---- | ---- | ---- | ---- | ---- | ---- |
| 71   | 64   | 58   | 47   | 47   | 53   | 48   | 56   | 42   |

| 1975 | 1982 | 1990 | 1999 | 2006 | 2011 | 2016 | 2021 | 2022 |
| ---- | ---- | ---- | ---- | ---- | ---- | ---- | ---- | ---- |
| 34   | 27   | 29   | 24   | 27   | 17   | 16   | 12   | 11   |

## Culture locale et patrimoine

### Lieux et monuments
Le Mont-Dieu comporte plusieurs monuments à découvrir : 
- Le Château-Ferme de Maison à Bar inscrit au titre des monuments historiques en 1926[25].
- Le Château de La Barbière[Note 4]
- La Ferme de La Correrie
- La Chartreuse Notre-Dame du Mont-Dieu du XVIIe siècle. Corps de logis de 1617 flanqué du pavillon Saint-Étienne, qui abrite une chapelle, et du pavillon Saint-Bruno, autrefois hôtellerie des dames, bâtiments des écuries et du promenoir des moines, maison du jardinier, douves, le tout en brique rose et noire, avec encadrements de portes, fenêtres et angles des murs en pierre de taille. L'édifice est classé et inscrit au titre des monuments historiques en 1927 et 1946[26].
- La Ferme de la Grange au Mont
- Chapelle du château de la Barbière

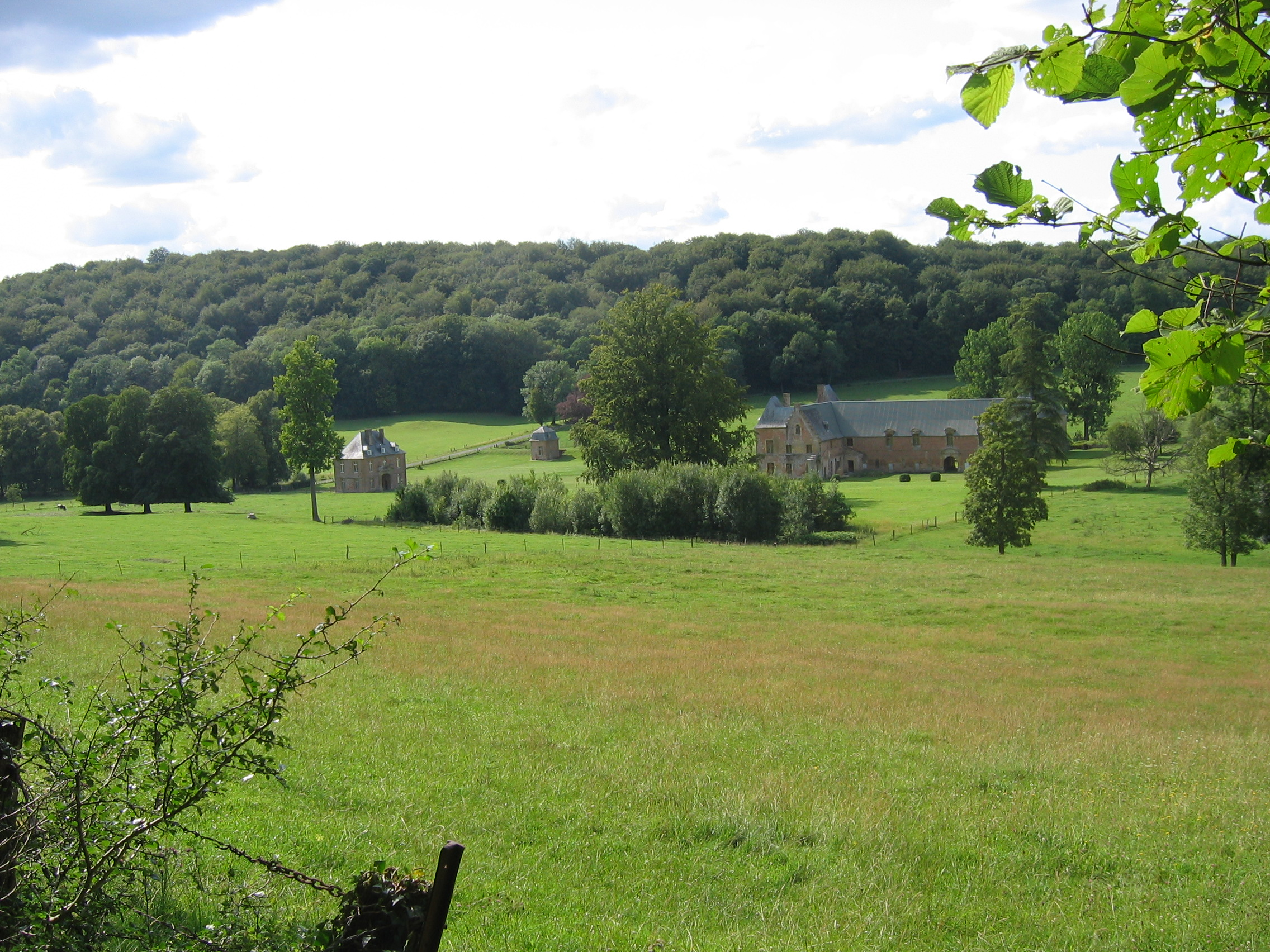
Vue générale de la Chartreuse Mont-Dieu.
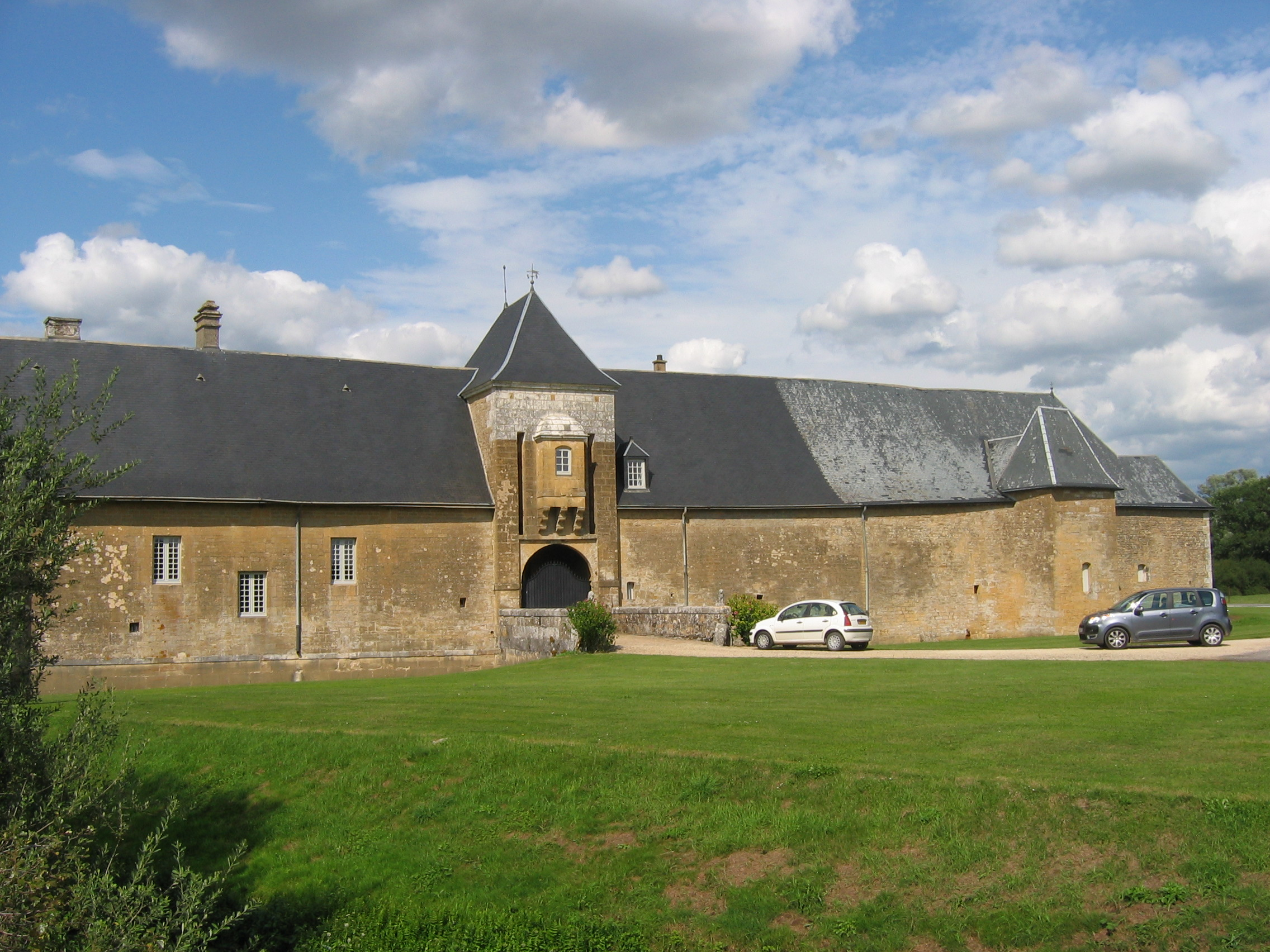
Maison à Bar face sud.
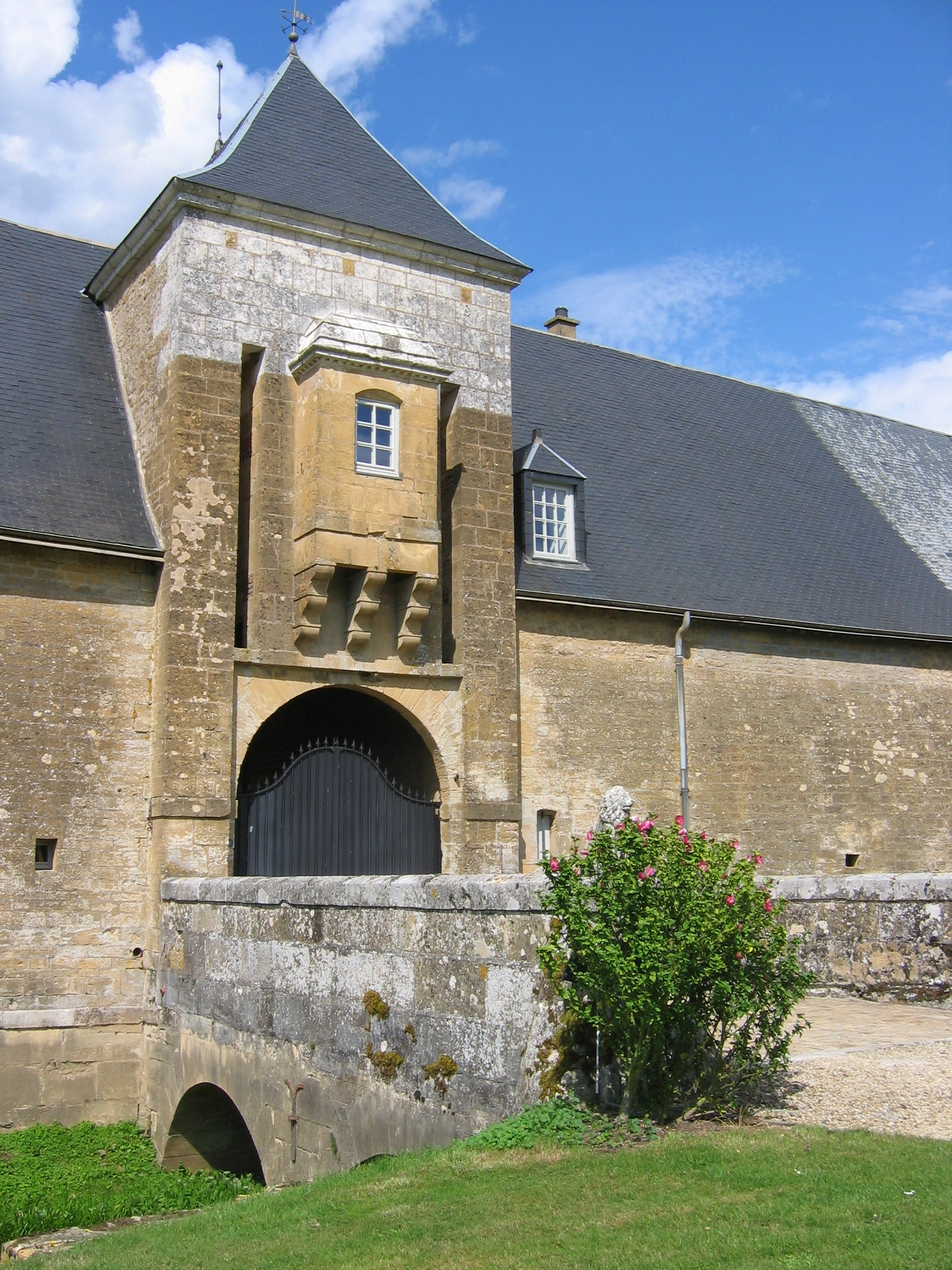
Porte d'entrée de la Maison à Bar.

### Personnalités liées à la commune
- Odon 1er de Saint-Rémi (+ 1151) fonda la chartreuse du Mont-Dieu
- Albert-Félix de Lapparent (1905-1975), géologue, y est né.